# تكلفة تاريخية
في المحاسبة، التكلفة التاريخية لعنصر اقتصادي هي القيمة النقدية الاسمية الأصلية لذلك العنصر. تتضمن محاسبة التكاليف التاريخية الإبلاغ عن الأصول والخصوم بتكاليفها التاريخية، والتي لم يتم تحديثها للتغييرات في قيم البنود. وبالتالي، فإن المبالغ المبلغ عنها لبنود الميزانية العمومية غالبًا ما تختلف عن قيمتها الاقتصادية الحالية أو قيمتها السوقية.
في حين أنه يتم توجيه الانتقاد إلى التكلفة التاريخية بسبب عدم دقتها (والانحراف عن القيمة "الحقيقية")، إلا أنها تبقى قيد الاستخدام في الأنظمة المحاسبية. ويتم استخدام العديد من التصحيحات للتكاليف التاريخية، وتتطلب العديد منها استخدام الحكم الإداري، وقد يكون من الصعب تنفيذها أو التحقق منها. والاتجاه السائد في أغلب المعايير المحاسبية هو الانتقال إلى انعكاس أكثر دقة للقيمة العادلة أو القيمة السوقية، رغم الاستمرار في استخدام مبدأ التكلفة التاريخية، خصوصًا بالنسبة للأصول ذات الأهمية الأقل.
ويؤثر الاهتلاك على القيمة الدفترية للأصل في الميزانية العمومية. وتساوي التكلفة التاريخية القيمة الدفترية في حالة عدم تسجيل أي تغيير في قيمة الأصل منذ الاستحواذ عليه. ويمكن إضافة التحسينات إلى أساس التكلفة للأصل.
لا تعكس التكلفة التاريخية بصفة عامة التقييم السوقي الحالي. وتتطلب أسس القياس البديلة لأساس قياس التكلفة التاريخية، والتي يمكن تطبيقها على بعض أنواع الأصول التي تكون قيمتها السوقية متاحة، أن يتم تحديث القيمة الدفترية للأصل (أو الالتزام) بما يتوافق مع سعر السوق (تقييم القيمة السوقية العادلة) أو بعض التقديرات الأخرى للقيمة التي تقترب من القيمة الحقيقية بشكل أفضل. ويمكن أن تتطلب المعايير المحاسبية أو تسمح بأساليب مختلفة (حتى مع الأنواع المختلفة من الأصول أو الالتزامات غير المالية المتنوعة ذات القيمة الحقيقية) فيما يتعلق بكيفية تسجيل التغيير الناجم في قيمة الأصل أو الالتزام، كجزء من الدخل أو كتغيير مباشر حق المساهم.
ويعد نموذج محاسبة طاقة شراء السلع الثابتة نموذجًا محاسبيًا أساسيًا بدلاً معتمدًا من قبل مجلس معايير المحاسبة الدولية لنموذج محاسبة التكلفة التاريخية التقليدي.

## أساس التكلفة التاريخية (التكلفة الأصلية)
في أساس التكلفة التاريخية للمحاسبة، يتم تسجيل الأصول والالتزامات بقيمتها عندما تم الاستحواذ عليها في المرة الأولى.   وبالتالي، فإنه لا تتم إعادة ذكرها مرة أخرى بصفة عامة عند تغيير قيمتها.
وتعتمد التكاليف المسجلة في بيان الدخل على التكلفة التاريخية للعناصر المباعة أو المستخدمة، بدلاً من تكلفة الاستبدال الخاصة بها.
على سبيل المثال -
- تقوم شركة ما بالاستحواذ على أصل في العام 1 مقابل 100 دولار أمريكي،
- ويبقى الأصل قيد استحواذ الشركة في نهاية العام 1، عندما تصبح قيمته السوقية 120 دولارًا أمريكيًا،
- تقوم الشركة ببيع الأصل في العام 2 مقابل 115 دولارًا أمريكيًا.

في نهاية العام 1، يتم تسجيل الأصل في الميزانية العمومية بتكلفة 100 دولار. ولا يتم تسجيل الزيادة في القيمة من 100 دولار إلى 120 دولارًا في العام الأول.
وفي العام 2، تسجل الشركة البيع بقيمة 115 دولارًا. وتكون تكلفة البيع 100 دولار، حيث إنها التكلفة التاريخية للأصل.  ويؤدي ذلك إلى ظهور أرباح بمقدار 15 دولارًا، وهو ما يظهر بشكل تام في العام 2.